# رستم خان سپهسالار
رستم خان سپهسالار معروف به رستم خان گرجی از حاکمان گرجی ایران در دورهٔ صفویه بود.
رستم خان (ساآکادزه) در زمان سلطنت شاه عباس یکم منصب یساول صحبت را حایز گردید. او از سوی شاه عباس مأموریت‌های مختلف یافت، از جمله در دفع حملهٔ حافظ احمد پاشا در سال ۱۰۳۳ ق، در تبریز حضور داشت. رستم خان بعد از جلوس شاه صفی منصب دیوان بیگی را یافت. دیوان بیگی رئیس نظارت بر امور قضایی کشور و تمام قوانین حقوقی و جزائی بود. رستم خان در این منصب مصدر خدمات فراوانی گردید از جمله:
- تنبیه کردهای محمودی در حوالی قلعه وان در سال ۱۰۳۸
- شرکت فعال در حملهٔ کیخسرو پاشا که در صدد استرداد بغداد بود در سال ۱۰۳۹
- شرکت فعال در دفع حملهٔ خلیل پاشا که سردار عثمانی در سال ۱۰۴۰

بعد از پیروزی سپاه ایران به فرماندهی رستم خان بر خلیل پاشا سردار عثمانی، شاه صفی به خاطر قدردانی از رشادت و جانسپاری رستم خان وی را به سپهسالاری امپراتوری صفوی منصوب نمود. یک ماه بعد نیز منصب تفنگچی آقاسی گری را علاوه بر سمت‌های قبلی خود دارا گردید. در سال ۱۰۴۱ شاه صفی رستم خان را عازم دفع حملات ازبکان در شرق نمود و بعد از دفع آنها، وی را جهت سرکوب آشوب داود خان و طهمورث روانهٔ گرجستان ساخت. رستم خان بعد از برگرداندن آرامش به گرجستان و نصب رستم خان باگراتیونی به حکومت کارتلی، به دستور شاه صفی عازم وان شد و قلعهٔ آن را در سال ۱۰۴۳ محاصره نمود و سال بعد حکومت تبریز را نیز یافت و برادرش علی قلی بیک (داماد امام قلی خان) نیز به دیوان بیگی اصفهان منصوب شد.
در اواخر سلطنت شاه صفی، رستم خان عازم دفع فتنهٔ ازبکان در شرق گردید، اما مرگ شاه صفی در سال ۱۰۲۵ کار وی را عقیم ساخت و دوران اقتدارش رو به حضیض نهاد. جانشین شاه صفی شاه عباس دوم بر او متغیر شد و دستور قتل وی را صادر کرد و او را در مشهد به قتل رساندند.